# Ignazio Solaro di Moreta
Ignazio Solaro di Moreta, markiz del Borgo (zm. 1743) – sabaudzki dyplomata.
Pochodził ze starej rodziny szlacheckiej z Piemontu. Reprezentował Księstwo Sabaudii-Piemontu jako ambasador Wiktora Amadeusza II w Hadze w latach 1703–1713, następnie  ambasador w Londynie (1711). W Hadze jego sekretarzem był Filippo Nicola Donaudi.
W latach 1712–1713 reprezentował Sabaudię na kongresie w Utrechcie. W jej imieniu podpisał pokój w Utrechcie (1713).